# Cladiella arbusculoides
Cladiella arbusculoides är en korallart som beskrevs av Verseveldt och Benayahu 1978. Cladiella arbusculoides ingår i släktet Cladiella och familjen läderkoraller.
Artens utbredningsområde är Röda havet. Inga underarter finns listade i Catalogue of Life.